# Куріатні коміції
Куріатні коміції (лат. comitia curiata) — різновид народних зборів Стародавнього Риму. Найдавніший вид коміцій, який існував ще у царську епоху. Основною відмінністю від інших зборів було те, що на них громадяни (квірити) голосували за куріями.

## Історія виникнення

Сім пагорбів Рима

Куріатні коміції були найдавнішим видом народних зборів Римської держави, який виник у часи перших царів. Римський народ тоді був розділений на тридцять курій. Кожна курія мала свою назву, свій релігійний центр, свої священнодійства, свої укріплення на пагорбі та свого очільника.
У початковий період римської історії, кожна курія голосувала окремо у своєму храмі або освяченому місці. Після того як Тарквіній Старий осушив болото і на його місці запровадив Форум, курії стали збиратися разом.
Римська патриціанська община царської епохи являла собою місто-державу з типовими рисами «воєнної демократії». Поява куріатних коміцій сягає ще VIII ст. до. н. е, коли в Римі тільки починається історія об ̒єднаної римської общини. У царський період народ Риму (populus) складався з трьох родових триб, які, можливо, відповідали грецьким філам.
За Діонісієм Галікарнаським «Римські старожитності» (II, 7):
«…Я начну с рассказа об устройстве государства, который я лично считаю наиболее самодостаточным из всех и в мирное время, и на войне. А было оно следующим: поделив весь народ на три части, он поставил над каждой из них наиболее выдающегося предводителя. Затем, разделив снова каждую из трех частей на десять, Ромул назначил начальников из наиболее храбрых. …».

За Плутархом «Порівняльні життєписи» Ромул I,20) : 
…"…Цари разделили граждан на три филы и назвали одну «Рамны» — в честь Ромула, вторую «Татии» — в честь Татия, а третью «Лукеры» — по рощев которой многие укрывались, пользуясь правом убежища, чтобы затем получить права гражданства…". 
 (Зокрема Цицерон та Варрон вважать, що «лукери» отримали назву від етруської назви Лукомон)
У межах триб виділяли курії, які складали важливий елемент політичної та соціальної організації суспільства. Курії являли собою об ̒єднання декількох родів (gentes), які збиралися для колективних обідів та релігійних обрядів. За даними різних античних авторів іменування курій було пов'язано з іменами викрадених сабінянок. Проте також припускають, що деякі курії отримали свою назву від окремих районів чи однойменних героїв. Було збережено лише кілька імен з 30 курій, включаючи Акулею, Калабру, Фаукію, Фрієнсіс, Рапту, Веліенсіс, Тіфату і Тітію.
Це був фактично союз воїнів –чоловіків. У кожної курії був головний (curio), якого обирали довічно, та жрець (flamen curialis). Очолював усі курії верховний куріон (curio maximus). У ранньореспубліканський період цю посаду могли отримати лише патриції. Кожна курія мала виставляти по 100 піхотинців і 10 кіннотників.

## Принципи роботи народних зборів
Носієм верховної влади були племінні збори по куріях. Вони відбувалися в окремих приміщеннях, які також називали куріями, на Коміціумі — місце на Форумі (в низині на північ від Палатина). Спочатку приміщення всіх курій знаходилися в одній будівлі, але згодом (точної дати науковці не знають), двадцять три курії перебралися на інші місця, а сім(відомо назви чотирьох з: Форієнськая, Раптська, Велінська, Велітська) залишилися там, де і були, а згодом стали називатися «старими куріями» (лат. curiae veteres).
Однак, куріатні коміції могли збиратися не тільки на Коміціумі. Відомий випадок, коли під час навали галлів, куріатні коміції зібралися у Вейях, щоб призначити Марка Фурія Камілла диктатором.
За свідченнями Авла Геллія, громадян на куріатні коміції скликали ліктори. Цим вони відрізнялися від центуріатних коміцій, на яких учасників скликали  горном. Схоже свідчення передає Діонісій Галікарнаський, він писав що учасників куріатних коміцій запрошував кур'єр поіменно.
Питання, які саме верстви населення брали участь у куріатних коміціях, довгий час було предметом наукової дискусії. Бартольд Георг Нібур першим висунув думку, що це були виключно патриціанські збори і плебеї до них не допускалися. Однак більш пізні дослідники довели, що це не зовсім так. Наразі вважається, що спочатку до складу куріатних коміцій входили тільки патриції і лише вони могли брати участь у цих народних зборах. Пізніше плебеї отримали право брати участь у куріатних коміціях. На кінець двадцятого сторіччя думки науковців розділилися на дві групи, щодо часу залучення плебеїв. Частина з них виступала за досить раннє датування. Так на думку Жана-Клода Рішара це відбулося у царську епоху, Ф. Де Мартіно вказував на часи панування етруської династії, а Г. Генц — на початок існування Республіки. Інша група науковців, до яких відносять А. Гуаріно, І. Хана та О. В. Сидоровича, датують подію значно пізніше. У часи коли куріатні коміції вже втратили значимість.
У царський період куріатні коміції скликав сам цар або трибун целерів, а за відсутності царя — префект міста. Після смерті царя народні збори проводив інтеррекс. У республіканський період ці функції виконував консул, претор, або диктатор.
Кожна курія вирішувала питання окремо і мала лише один голос, але всередині курії кожен громадянин мав незалежний голос і більшість визначала рішення курії в цілому. Курія яка голосувала першою визначалася жеребкуванням, вона називалася лат. principium. Всього курій було тридцять і щоб рішення було прийняте, було потрібно, як найменше, шістнадцять голосів. Невідомо як приймали рішення, коли кількість голосів була рівною.

## Основні функції

Коміцій на Римському Форумі

Однією з основних функцій куріатних коміцій у царську епоху було обрання монарха. За думкою дослідника Івана Сергеєва, ухвалу коміцій потребували всі нові закони, які могли змінити правовий лад держави. Куріатні коміції були вищим судом, так як мали право розглядати апеляційні справи. За легендою, вони отримали це право від царя Тулла Гостілія під час суду братів Гораціїв за вбивство сестри. Коли дуумвіри засудили Публія Горація до смерті та ліктори вже збиралися його страти, він за порадою царя сказав «Звертаюся до народу». Народні збори помилували Горація, замінивши смертний вирок на принесення очисної жертви.
Скоріше за все, на коміціях вирішували головні питання внутрішньої та зовнішньої політики. Давні автори підтверджують, що війну оголошували за рішенням народних зборів. Але під час укладення миру римський народ не згадувався. Тому вважається, що мирні договори входили до повноважень царя та сенату. Цар сам вирішував чи розглядати якісь питання на зборах. Без його дозволу коміції не могли збиратися.
Куріатні коміції — це найдавніший вид народних зборів, який і започаткував в історії Риму принцип голосування по групах, а не індивідуально. Куріатні збори не могли виступали в ролі ініціатора прийняття чи обговорень будь-яких законів. До їхніх повноважень входило лише прийняти (лат. uti rogas — «так, як ти пропонуєш» або ж відхилити (лат. antiquo — «по-старому») законодавчі пропозиції, які вносив цар або сенат. У царський період вони називалися leges regiae. Які питання виносилися на голосування в куріях в царський період, встановити досить важко. Проте науковці можуть окреслити коло повноважень цих народних зборів, а саме :
- Вибір магістратів із кандидатів, обраних царем або сенатом; вибір царя із кандидатів, обраних інтеррексами;
- Законне визнання влади новообраного царя;
- Питання, пов ̒язані з прийняттям законів та домовленостями з іншими державами за ініціативою царя;
- Спеціальні збори куріатних коміцій (двічі на рік), які скликалися для того, щоб глави римських сімейств (patres familias) могли публічно оголосити свій заповіт;
- Приймати рішення стосовно переходу з одного роду в інший ;
- Реєстрація усиновлення (arrogatio) осіб, які вишли з -під опіки patres familias ;
- Приймати рішення стосовно смертної кари римського громадянина;

За Діонісієм Галікарнаським (« Римські старожитності» II , 14): « … Простонародью Ромул даровал три таких права: выбирать должностных лиц, утверждать законы и выносить решение о войне, когда прикажет царь. И даже в этих делах власть народа не была безусловной, если его решение не покажется веным сенату. А голосование народ проводил не весь целиком, но собираясь по куриям, и то, что казалось нужным большинству курий, народ вносил в сенат. Но в наше время обычай изменился, так как сенат не утверждает то, что постановил народ, но сам народ имеет власть над решениями сената».
Куріатні коміції були зібранням воїнів-чоловіків та відставників. Давньогрецькі автори ідентифікували курії з давньогрецькими фратріями, однак ця думка була оскаржена сучасними вченими. На відміну від фратрій, у куріях справи вирішували лише чоловіки. Роди, які входили до складу курій, не обов'язково були спорідненими. Припускають, що в одній курії могли бути представники різних етносів.
На куріатних коміціях обирали народних трибунів у перші десятиріччя існування цього магістрату. З 471 до н. е. народних трибунів обирали вже на трибунатних коміціях. Факт того що плебейських магістратів обирали на куріатних коміціях, дозволило дослідникам припустити, що плебеї досить рано отримали право брати участь у цих видах зборів.
Певно куріатні коміції мали право судити вищих магістратів. Так після смерті Луція Юнія Брута, його колега — Публій Валерій, став зволікати з обранням консула-суффекта. В той же час він почав будувати собі будинок на вершині Велійського пагорба. Римляни звинуватили Публія Валерія, що він планує стати новим царем і зібрали куріатні коміції, щоб його судити.

## Значення та функції в республіканський період
До реформ Сервія Туллія куріатні коміції залишалися єдиним видом народних зборів. Реформи шостого царя, які передбачали допуск плебеїв до військової служби і створення так званого центуріатного принципу. Утворився новий вид народних зборів — Центуріатні коміції, які отримали основні права, які раніше належали куріатним коміціям.
Певний час куріатні комісії ще продовжували відігравати значну роль у Римській державі. Саме куріатні комісії прийняли рішення про скасування царської влади. Також вони вирішували долю майна останнього царя — Тарквінія Гордого та присуджували нагороди для людей викривших процарську змову. Але пізніше значення куріатних коміцій поступово знижувалося із зростанням політичного впливу плебеїв та нобілітету. Вже перших консулів обирали не куріатні коміції, а центуріатні. На думку Ії Маяк куріатні коміції втратили реальну владу на початку III сторіччя до н. е., коли в державі відбулися значні соціальні зміни. Вже у часи Цицерона майже єдиною функцією куріатних коміцій було затвердження магістратів, обраних іншими коміціями. Затвердження проходило шляхом прийняття так званих «куріатних законів про імперій» (лат. lex curiata de imperio).
Куріатні комісії зберігали значну роль у сімейній сфері. Вони мали право надавати батьківську владу над повнолітніми людьми. Також збори затверджували прийняття окремих сімей до союзу патриціанських родин, вилучення з союзу курій та перехід патриціїв до верстви плебеїв.
У часи Пізньої Республіки повноцінні куріатні комісії вже не збиралися. На зборах були присутні тридцять лікторів, кожен з яких був представником окремої курії та три авгура. Після запровадження принципату, куріатні комісії втратили право на лат. lex curiata de imperio. Віднині у їх компетенції залишилися лише сімейні справи громадян.
На думку вчених уже в IV ст. до. Р.Х плебеї отримали право брати участь в куріатних зборах [Архівовано 11 квітня 2018 у Wayback Machine.]. У 209 р.до. Р.Х вперше на посаду верховного куріона (curio maximus) було обрано плебея Г.Мамілія (Liv. XXVII. 8. 1).
У республіканський період, з появою центуріатних зборів, роль куріатних коміцій була знівельована, але все ж формально вони продовжували існувати і виконувати ряд функцій, а саме :
- Регулярне прийняття куріатних законів (leges curiata), які були необхідні для затвердження посад основних магістратів(формальне визнання общиною призначення на посаду магістрату); Курії уособлювали сакрально-общинну значення civitas, а центурії  — воєнно-політичне.
- Інавгурація окремих жерців, таких як фламін та верховний куріон ;
- Право здійснення ауспіцій;